# Laccophilus remex
Laccophilus remex är en skalbaggsart som beskrevs av Guignot 1952. Laccophilus remex ingår i släktet Laccophilus och familjen dykare. Inga underarter finns listade i Catalogue of Life.